# Hoplopteryx
Hoplopteryx is een geslacht van uitgestorven straalvinnige beenvissen uit het Laat-Krijt.

## Beschrijving
Deze 27 cm lange vis had een vrij hoog lichaam met een diep gevorkte, homocerke staart, een door 9 ongelede, benige vinstralen ondersteunde rugvin, een vrij goed ontwikkelde aarsvin en een tamelijk ver naar voren geplaatste buikvin. De kop bevatte twee behoorlijk grote ogen en een tamelijk kort rostrum. Het gebit in de naar boven gebogen bek bevatte kleine tanden.

## Leefwijze
Deze vis leefde in de ondiepe Krijtzeeën van het noordelijk halfrond.